# Salomėja Nėris
Salomėja Nėris (nume real Salomėja Bačinskaitė - Bučienė, n. 4/17 noiembrie 1904, Kiršai⁠(d), Vilkaviškis⁠(d), Lituania – d. 7 iulie 1945, Moscova, RSFS Rusă, URSS) a fost o poetă lituaniană. 

## Biografie
Salomėja s-a născut în Kiršai, gubernia Suwałki (actualul district Vilkaviškis). A absolvit Universitatea din Lituania unde a studiat limba și literatura lituaniană și germană. 
După ce a fost profesoară în Lazdijai, Kaunas și Panevėžys, prima sa colecție de poezii intitulată Anksti rytą (Dimineața devreme), a fost publicată în 1927. 
În 1928, Salomėja a absolvit Universitatea și a predat limba germană la gimnaziul Societății Žiburys din Lazdijai. Până în 1931, Nėris a contribuit la publicații naționaliste și romano-catolice. În timp ce a studiat limba germană la Viena, în 1929, Salomėja l-a cunoscut pe studentul lituanian la medicină Bronius Zubrickas și s-a îndrăgostit de el. Zubrickas avea opinii socialiste, iar Salomėja s-a angajat în activități socialiste pentru a-i face curte.
În 1931, Salomėja s-a mutat la Kaunas, unde a predat lecții și a editat povești populare lituaniene. În cea de-a doua colecție a sa de poezii, Amprente în nisip, există dovezi ale apariției unei crize spirituale profunde. În același an, versurile ce conțin motive revoluționare au fost publicate în revista literară pro-comunistă Trečias frontas (Al treilea front). 
De asemenea, a fost publicată o promisiune de a lucra pentru comunism. Cu toate acestea, nu a fost scrisă de ea, această promisiune a fost realizată de redactorul ideologic principal al Trečias frontas, Kostas Korsakas, și de activistul comunist Valys Drazdauskas (Salomėja era mai interesată să scrie poezie decât de declarații, politică și teorii despre artă.
Salomėja Nėris a primit Premiul pentru Literatură din partea statului în 1938. A fost membră a organizației de tineri catolici și a studenților Ateitis (Viitorul). 

### Activități în timpul ocupației sovietice
Există o controversă în ceea ce privește implicarea ei în ocupația sovietică a statelor baltice. Ea a fost numită deputat în Seimasul Poporului (Parlament al Lituaniei sprijinit de sovietici) și a fost membră a delegației care s-a întâlnit cu Sovietul Suprem al Uniunii Sovietice pentru a cere ca Lituania să fie acceptată în Uniunea Sovietică. 
Poetei i s-a cerut să scrie o poezie în onoarea lui Stalin și ulterior i s-a acordat Premiul Stalin (postum, în 1947). După aceea, a scris mai multe poezii pe această temă, așa cum a fost încurajată de oficialii Partidului Comunist URSS. În timpul celui de-al doilea război mondial, ea s-a aflat în Republica Sovietică Federativă Socialistă Rusă. 
Salomėja Nėris s-a întors la Kaunas, dar a fost diagnosticată și a murit de cancer la ficat într-un spital din Moscova în 1945. Ultimele sale poezii arată o afecțiune profundă pentru Lituania însăși. A fost înmormântată la Kaunas, într-o piață a Muzeului Culturii, iar mai târziu a fost mutată în Cimitirul din Petrašiūnai . 

## Pseudonim
Pseudonimul ei inițial a fost Neris, numele celui de-al doilea mare râu lituanian. În 1940, a primit o scrisoare de la studenții ei în care i-au scris că este o trădătoare a patriei și care i-au cerut să nu folosească numele râului Neris. Ea a adăugat un semn diacritic  pe litera „e” și a folosit de atunci pseudonimul Nėris, care până atunci nu avea nicio semnificație anume.

## Colecții de poezie
- „Anksti rytą“, 1927
- „Pėdos smėly“, 1931
- „Per lūžtantį ledą“, 1935
- „Diemedžiu žydėsiu“, 1938
- „Eglė žalčių karalienė“, 1940
- „Dainuok, širdie, gyvenimą“, 1943
- „Lakštingala negali nečiulbėti“, 1945
- „Baltais takeliais bėga saulytė“, 1956
- „Širdis mana – audrų daina“, 1959
- „Kur baltas miestas“, 1964
- „Laumės dovanos“, 1966
- „Negesk, žiburėli“, 1973
- „Kaip žydėjimas vyšnios“, 1978
- „Prie didelio kelio“, 1994